# کورپیکلانی
کورپیکلانی (فنلاندی: The Backwoods Clan) (به انگلیسی: Korpiklaani)گروه متال فولکلور از فنلاند است که قبلاً با نامهای Shamaani Duo و Shaman شناخته می‌شد.

## زندگی‌نامه
کورپیکلانی قبل از تبدیل شدن به گروه متال با موسیقی محلی شروع کرد. ریشه‌های کورپیکلانی را می‌توان در گروه موسیقی محلی سامی تحت نام "Shamani Duo" پیدا کرد